# Kristine Riis
Kristine Riis (ur. 3 sierpnia 1982) – norweska komiczka i aktorka znana m.in. z serialu Norsemen na platformie Netflix.

## Kariera
W latach 2007–2009 wraz z Live Nelvik i Siri Kristiansen prowadziła program Drillpikene w stacji NRK P3. Gościnnie była prowadząca podobnego do SNL show Torsdag kveld fra Nydalen. Zagrała rolę Benedicte w serialu Nissene over skog og. Wystąpiła w 24 odcinkach. W 2011 wystąpiła w Nytt på nytt, norweskiej wersji brytyjskiego show Have I Got News for You. Pojawiła się w 2 odcinkach. W 2012 dołączyła do obsady Løvebakken, a wiosną 2015 do serialu Underholdningsavdelingen emitowanego w stacji NRK1. Wystąpiła w 20 odcinkach.
W 2016 dostała rolę w serialu Norsemen, parodii życia i zwyczajów wikingów. Zagrała Liv, oportunistyczną byłą niewolnicę, która zostaje żoną przyszłego wodza. W serialu występowała przez 3 sezony, do marca 2020. Łącznie pojawiła się w 18 odcinkach.
W latach 2017–2018 prowadziła talk-show Lørdagsrådet.

## Życie prywatne
W 2017 potwierdziła związek z komikiem Jonem Niklasem Rønningiem. W maju 2019 urodziła syna Charliego. Jesienią 2019 związek się rozpadł.